# Jacint Alegre i Pujals
Jacint Alegre i Pujals (Terrassa, 24 de desembre de 1874 - Barcelona, 10 de desembre de 1930) va ésser un sacerdot jesuïta. Ha estat proclamat venerable per l'Església Catòlica Romana.

## Biografia
Va ingressar a la Companyia de Jesús el 1892. Freqüentava els hospitals de Barcelona i s'adonà que els més pobres i necessitats estaven mancats de suport institucional i d'assistència. Havia conegut l'obra de Josep Benet Cottolengo a Torí i volgué crear una institució similar a Barcelona per atendre aquest sector. Tot i que morí sense veure la casa oberta, el seu superior, el pare Joan Guim i el laic Rómul Zaragoza, del qual era director espiritual, van comprometre's a dur a terme el seu objectiu i el 1932 fundaren el Cottolengo del Pare Alegre a Barcelona, amb el suport del bisbe Manuel Irurita Almandoz.

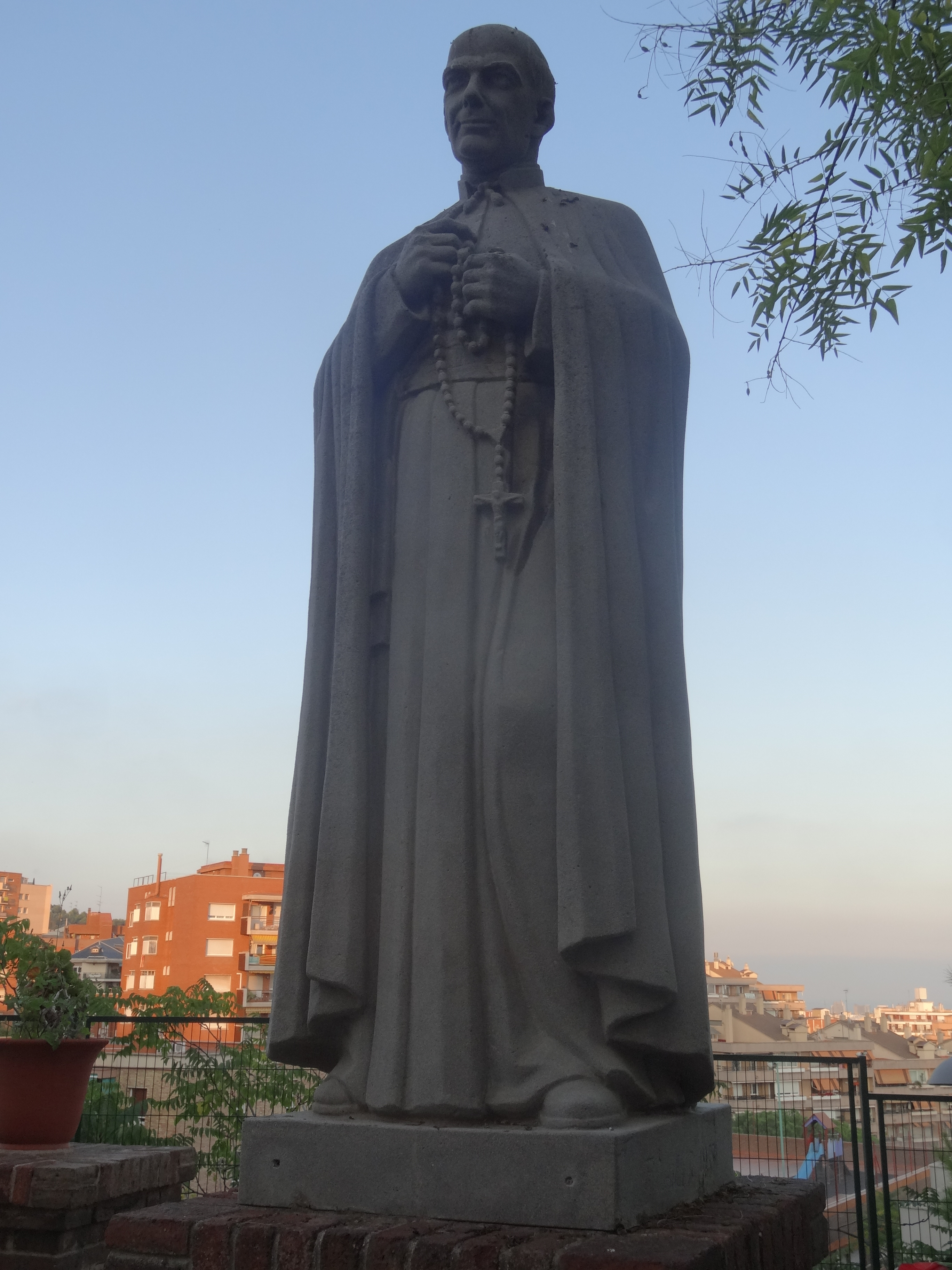
Estàtua al Cottolengo del Pare Alegre (Barcelona)

Va morir el desembre de 1930 a Barcelona. El 23 d'octubre de 1939 va ser fundada la congregació religiosa de les Germanes Servidores de Jesús per Dolors Permanyer i Volart, amb la finalitat d'atendre, seguint el carisma d'Alegre, les necessitats del Cottolengo.
Fou proclamant Servent de Déu el 10 de desembre de 1999. El 9 de maig de 2014, per decret del papa Francesc, li foren reconegudes les virtuts heroiques, amb la qual cosa fou elevat a Venerable.